# 风暴

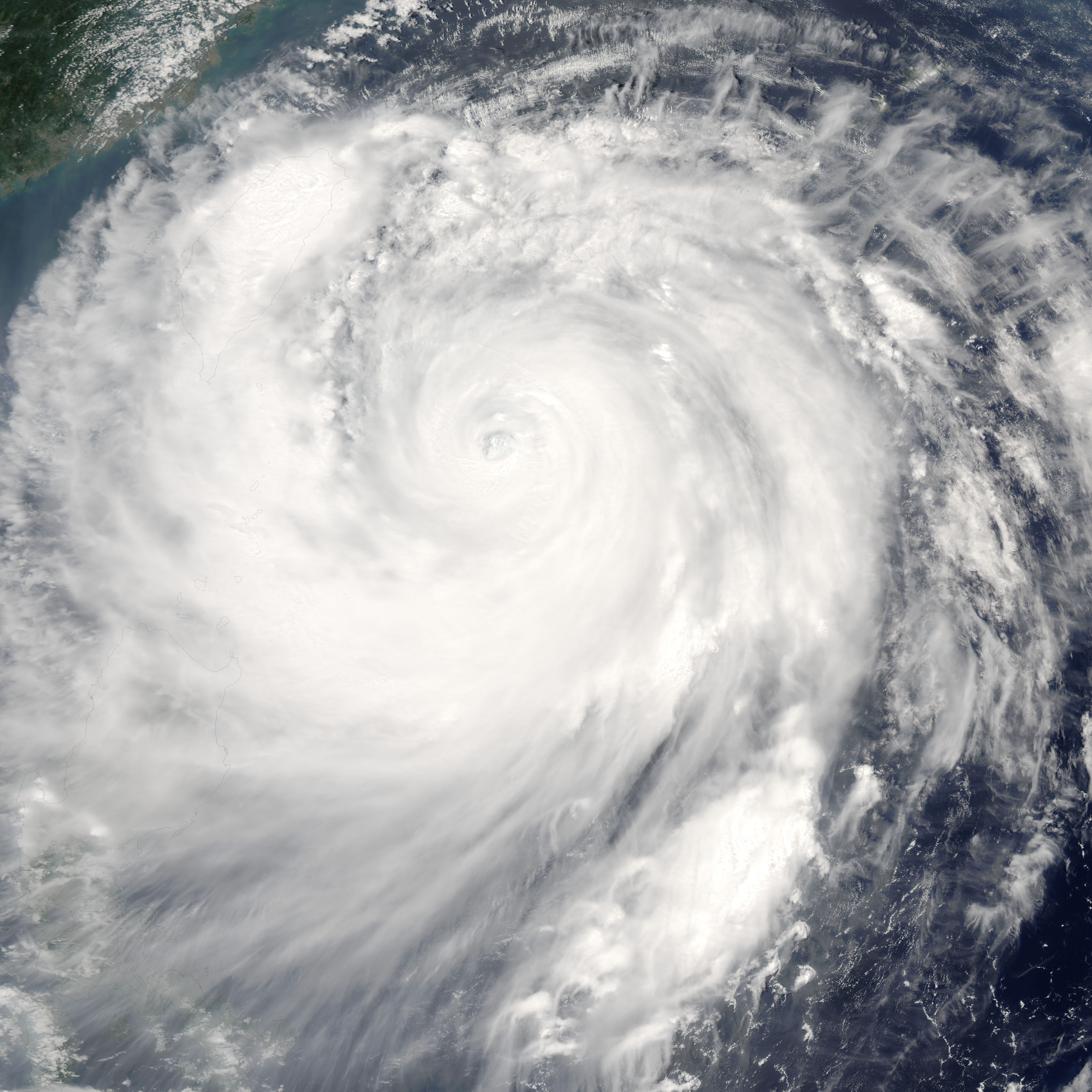
2005年強烈颱風海棠。

風暴（英語：Storm）指影響環境或天體表面的任何大氣擾動，通常會帶來惡劣天氣。風暴可能伴隨著強風（例如熱帶氣旋）；雷電（例如雷暴）；強降水（例如雪暴）或隨風在大氣中移動的物質（例如沙塵暴）等。風暴所導致的暴潮、洪水、積雪、閃電、野火和垂直風切時常造成生命和財產損失。然而，一個顯著、持續的降雨的系統有助於減輕地區的干旱。 
對陸地風暴的嚴格氣象定義是蒲福氏風級中10級以上的風，意味著風速為24.5米/秒（89公里/小時）以上的「暴風」，不過一般的用法不受這個定義限制。

## 形成
風暴通常產生於一個在高壓系統環繞中發展的低壓中心。這樣的條件下會產生強風，並形成風暴雲，例如積雨雲。炎熱地面的熱空氣上升形成局部小型低壓區，也會導致較小的擾動，如塵捲風和龍捲風。

## 類型

### 冬季風暴
冬季風暴是風暴的一種，其中降水類型僅在低溫下發生，例如雪或雨夾雪；或是低空溫度低到足以讓暴雨凝固（即凍雨）；或是強風又吹起堆積在地表的雪或冰。溫帶大陸氣候中，這些風暴並不一定局限於冬季，也可能發生在秋末和早春。可能發生的類型包含暴風雪、雪暴和冰暴等。

### 熱帶氣旋
熱帶氣旋是一種具有封閉環流圍繞低壓中心的風暴系統，由潮濕空氣上升和冷凝時釋放的熱量驅動。這個命名強調其在熱帶地區的起源和它的氣旋性質。熱帶氣旋與其他氣旋風暴（極地渦旋、溫帶氣旋）的機制不同，是以熱機制為動力的“暖心”風暴系統。如果一個海洋區域的條件有利，熱帶氣旋就可能會形成。
根據熱帶氣旋的強度和位置，有不同的分類方式，如熱帶低壓、熱帶風暴、颶風或颱風等。

### 雷暴
雷暴是一種產生閃電及雷聲的風暴，通常伴有大量降水或冰雹。雷暴發生在世界各地有高濕度、高溫以及大氣不穩定條件的地區，其中以熱帶雨林地區的頻率最高。這些風暴在大量不穩定的空氣在高空冷凝物時產生，在大氣中產生深厚、快速、向上的運動。熱能產生強大的上升氣流，向上旋轉到對流層頂。 冷卻下降的氣流則在風暴下方產生強烈的下沉氣流。待風暴消耗完能量，上升氣流消失，下沉氣流便使雲消散。單一風暴雲直徑可以達2-10公里。
雷暴可以分為单体、多单体、颮線及超大胞4種。

### 火災風暴
火災風暴是一種由火災創造並且維持的風力系統，常見於一些巨型的森林火災、叢林火災或野火。1871年佩希堤果大火就是火災風暴的一個例子。火災暴風也可能類似德累斯頓轟炸等由針對性爆裂物刻意造成。核爆炸也會產生火災風暴。

### 龍捲風
龍捲風是地表上一種相當猛烈的風暴，由快速旋轉並造成直立中空管狀的氣流形成，外觀通常是黑暗的，漏斗狀的雲。龍捲風經常被稱為最具破壞性的風暴，在超大胞等發展良好的中氣旋，或是熱帶氣旋中都有可能形成。美國內陸是最容易發生龍捲風的地區，特別在所謂的龍捲風走廊。

### 風暴
狹義的風暴是幾乎沒有或完全沒有降水，僅以強風為主的風暴。主要有歐洲風暴和德雷科兩種類型。強風也是造成乾燥氣候中沙塵暴的原因。

## 地外風暴

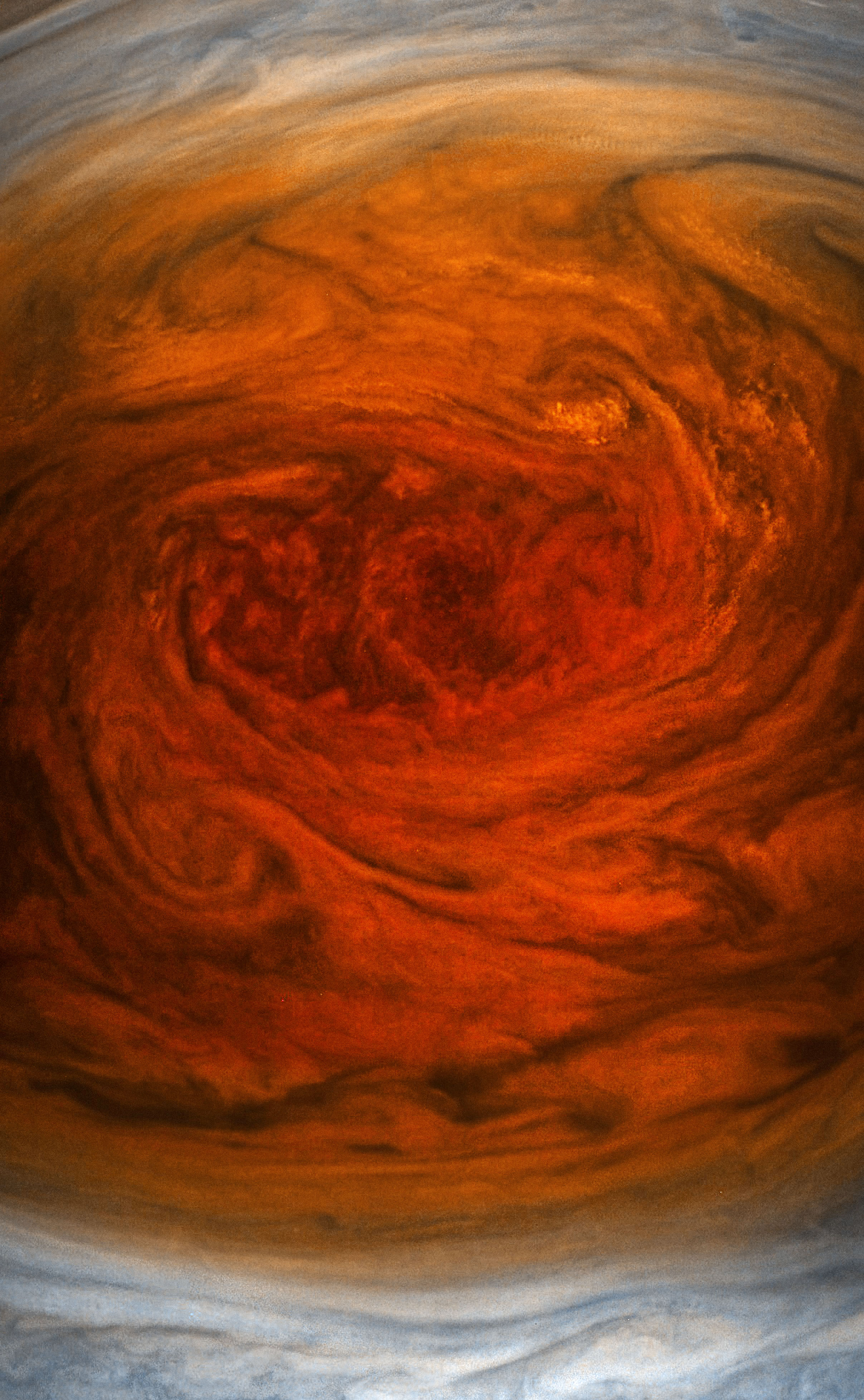
2017年朱諾號拍攝的大紅斑。

地球以外具有足夠大氣的其他行星（特別是氣態巨行星）也擁有風暴天氣。木星上的大紅斑是最著名的例子，是一個具有超過颶風風速的反氣旋，比地球還大，可能持續了至少340年。海王星也擁有大黑斑，但1994年哈伯太空望遠鏡發現大黑斑已經消失，反而在北極附近出現了北大黑斑。
火星的沙塵暴規模大小不等，但有時會覆蓋整個行星。火星沙塵暴容易發生在火星最接近太陽的時候，並且已證實會增加全球氣溫。火星探測衛星水手9號在1971年11月14日初次抵達火星軌道的時候，火星恰好正發生全球性的沙塵暴，持續了數個月。
兩個系外行星－HD 209458 b和HD 80606 b也已知有風暴存在。前者的風暴於2010年6月23日發現，風速為6,200公里/小時，後者的風速為17,700公里/小時。行星的自轉產生巨大的旋轉衝擊波風暴，攜帶空中的熱量。

## 外部連接
- NOAA有關暴風的術語 （页面存档备份，存于）